# Alo Jakin
Alo Jakin (* 14. November 1986 in Tartu) ist ein ehemaliger estnischer Radrennfahrer.

## Sportliche Laufbahn
Ab 2006 war Alo Jakin international im Radsport aktiv. Seinen ersten Sieg errang er 2013 mit einer Etappe der Ronde de l’Oise. Im Jahr darauf wurde er estnischer Meister im Straßenrennen. 2015 gewann er das Rennen Boucles de l’Aulne und belegte Platz drei in der Gesamtwertung der 4 Jours de Dunkerque, 2016 eine Etappe des Circuit des Ardennes. 2018 wurde er Siebter der Tour of Estonia.
2019 gewann Jakin bei den Europaspielen in Minsk die Silbermedaille im Straßenrennen. Kurz darauf wurde er erneut nationaler Straßenmeister. Ende des Jahres beendete er seine Radsportlaufbahn.

## Erfolge
2013
- eine Etappe Ronde de l’Oise

2014
- Estnischer Meister – Straßenrennen

2015
- Boucles de l’Aulne

2016
- eine Etappe Circuit des Ardennes

2019
- Europaspiele – Straßenrennen
- Estnischer Meister – Straßenrennen

2020
- eine Etappe Baltic Chain Tour

## Teams
- 2006 Kalev Chocolate Team
- 2007 Kalev Chocolate Team
- 2014 BigMat-Auber 93
- 2015 BigMat-Auber 93
- 2016 HP-BTP Auber 93
- 2017 HP-BTP Auber 93
- 2018 St. Michel-Auber 93
- 2019 St. Michel-Auber 93